# Callipara duponti
Callipara duponti is een slakkensoort uit de familie van de Volutidae. De wetenschappelijke naam van de soort werd voor het eerst geldig gepubliceerd in 1968 door Weaver als Festilyria duponti.